# Gilberto Kassab
Gilberto Kassab (São Paulo, 1960. augusztus 12. –) libanoni-olasz-görög származású brazil közgazdász, politikus és mérnök. 2006 és 2013 között São Paulo polgármestere volt. 2015 óta Dilma Rousseff városminisztere.